# IC 3592
IC 3592 је спирална галаксија у сазвјежђу Береникина коса која се налази на листи објеката дубоког неба у Индекс каталогу.
Деклинација објекта је + 27° 51' 45" а ректасцензија 12h 36m 53,2s. Привидна величина (магнитуда) објекта IC 3592 износи 14,3 а фотографска магнитуда 15,2. IC 3592 је још познат и под ознакама NGC 4559A, UGC 7789, MCG 5-30-38, MK 775, CGCG 159-31, PGC 42097.